# Közepes tavaszi-fésűsbagoly

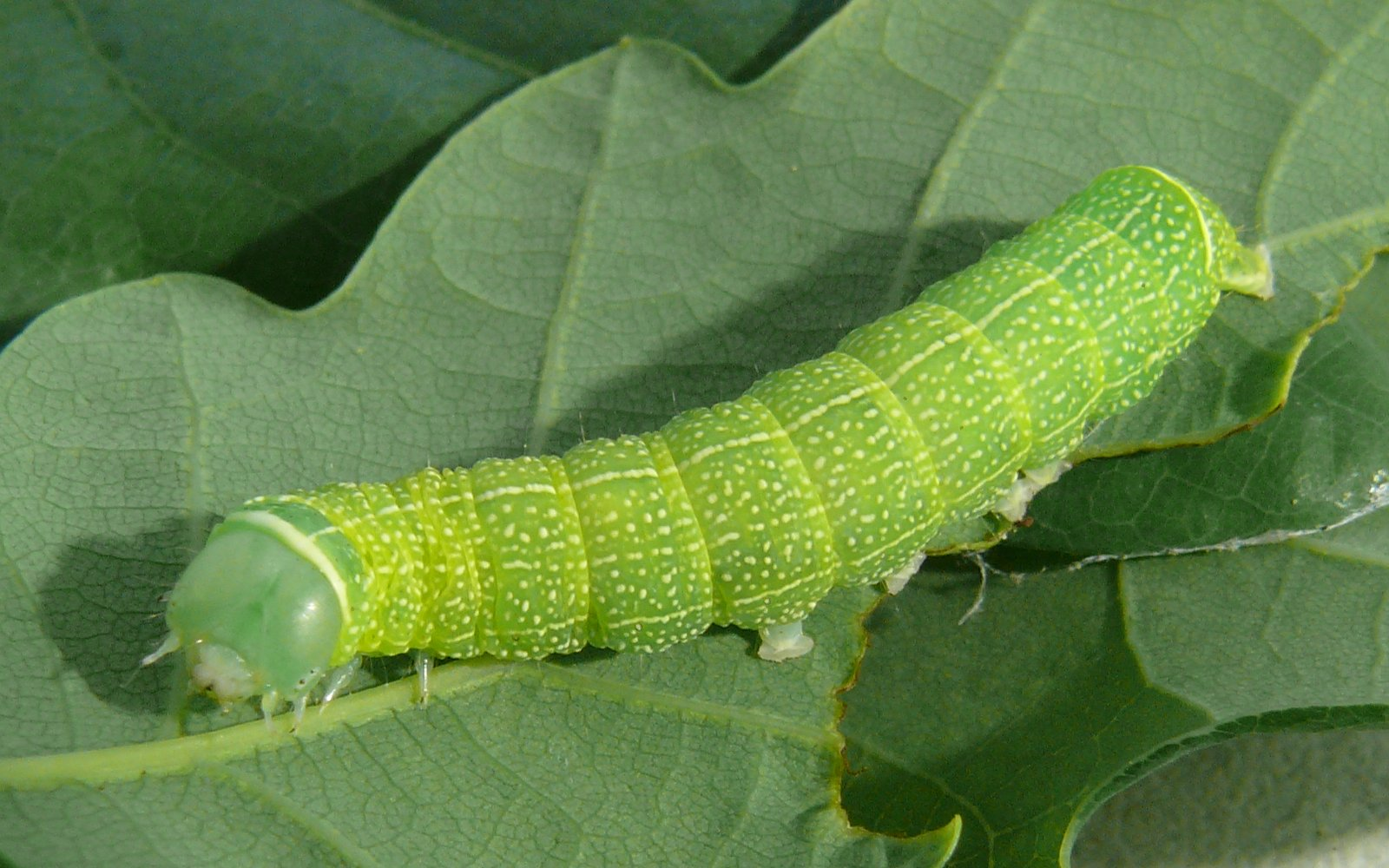
A lepke hernyója

A közepes tavaszi-fésűsbagoly (Orthosia cerasi) a rovarok (Insecta) osztályának a lepkék (Lepidoptera) rendjéhez, ezen belül a bagolylepkefélék (Noctuidae) családjához tartozó faj.

## Elterjedése
Európában, Törökországban, Izraelben, Kaukázusban és Kelet-Szibériában elterjedt, bokrok, sövények és erdők szélein, mocsarakban, kertekben és parkokban.

## Megjelenése
- lepke: szárnyfesztávolsága: 34–40 mm. Az első szárnyak színe nagyon változó, a világos bézstől a barnás-vörösesbarnáig és a fahéj színűig terjedhet. A mintázat általában azonos: nagy, gyűrű és a vese folt és fényes, belső gyakran sötétebb körű hullámos vonal. A belső és a külső keresztirányú vonal többnyire fekete. A hátsó szárnyai szürkésbarnák.
- hernyó: 40 milliméter hosszú, sárgás-zöld, az egész teste apró, sárga pontokkal

## Életmódja
- nemzedék:  egy nemzedéke van egy évben, május-június hónapokban rajzik (a Brit-szigeteken márciusban és áprilisban).[1] A lárva a földön gubózik be, a báb telel át.
- hernyók tápnövényei: különböző fák és cserjék, mint a nyárfa (Populus tremula), a fűz (Salix caprea), az európai bükk (Fagus sylvatica), a tölgy (Quercus robur), a fekete bodza (Sambucus nigra)

## Fordítás
- Ez a szócikk részben vagy egészben  a   Rundflügel-Kätzcheneule című német Wikipédia-szócikk fordításán alapul.  Az eredeti cikk szerkesztőit annak laptörténete sorolja fel. Ez a jelzés csupán a megfogalmazás eredetét és a szerzői jogokat jelzi, nem szolgál a cikkben szereplő információk forrásmegjelöléseként.